# لوكاس فرانكا
لوكاس فرانكا هو لاعب كرة قدم برازيلي في مركز حراسة المرمى، ولد في 19 يناير 1996 في ساو باولو في البرازيل. لعب مع نادي كروزيرو.

## وصلات خارجية
- لوكاس فرانكا على موقع قاعدة بيانات كرة القدم.إي يو (الإنجليزية)
- لوكاس فرانكا على موقع Soccerway.com (الإنجليزية)
- لوكاس فرانكا على موقع عالم كرة القدم.نت (الإنجليزية)